# グアヤキル・メトロポリタン大聖堂
グアヤキル・メトロポリタン大聖堂（グアヤキル・メトロポリタンだいせいどう、スペイン語: Catedral Metropolitana de Guayaquil, 英語: Guayaquil Metropolitan Cathedral）は、エクアドルの都市グアヤキルの中心にある大聖堂（カテドラル）であり、正式には、聖ペトロ大聖堂（サンペドロ大聖堂、スペイン語: Catedral de san Pedro, 英語: Cathedral of Saint Peter）という。
大聖堂は、8月10日 (10 de Agosto) 通りと Clemente Ballén 通りの間の、チンボラソ通り (Calle Chimborazo) に位置する。現在の大聖堂は、都市の設立時にグアヤキルの中心的な教会であったものを引き継いだ大聖堂である。1547年に建てられた最初の教会は木造で、現在のサンタ・アナの丘 (Cerro Santa Ana) に位置していた。この教会は1692年の火炎により破壊された。教会は1695年に現在のチンボラソ通りのある新市街 (Ciudad Nueva) に移設された。その後1838年、教皇グレゴリウス16世の時代に教会は大聖堂に位置づけらるようになった。
現在の建物は、1924から1934年にネオゴシック様式で建設された。1941年からスペインの建築家 Juan Orús Madinyá が細部装飾を設計し、ファサードや身廊は1949年に完成した。1956年には上部にステンドグラスの窓が設置された。1958年からはチリの建築家 Alamiro González に引き継がれた。